# Аррасате, Ягоба
Ягоба Аррасате Элустондо (исп. Jagoba Arrasate Elustondo; род. 22 апреля 1978, Берриатуа, Испания) — испанский футболист и футбольный тренер. Главный тренер клуба «Мальорка».

## Биография
Воспитанник школы «Реал Сосьедад». Профессиональную карьеру начал в «Эйбаре», где за 4 сезона пробиться в основную команду так и не смог, играл в Терсере и Сегунде Б. Позже играл в клубах Терсеры («Лемона», «Беасайн», «Эльгойбар»). Сезон 2005/06 провёл в клубе «Португалете» (команда вылетела из Сегунды Б). Завершил карьеру игрока в клубе «Аморебьета».
Через несколько месяцев Ягоба возглавил команду «Берриатуко» (Берриатуа). Два сезона работал в клубе «Эльгойбар», который боролся за попадание в Сегунду Б.
С 2010 года работал с молодёжными командами «Реал Сосьедада».
Летом 2012 года Ягоба стал помощником Филиппа Монтанье, а уже через год возглавил главную команду.
2 ноября Аррасате был уволен, а 11 ноября клуб возглавил Дэвид Мойес.
Проживает в городке Ицьяр (муниципалитет Дева) с женой и дочерью.

## Тренерская статистика
| Команда       | Страна  | Начало работы | Завершение работы | Показатели | Показатели | Показатели | Показатели | Показатели | Показатели | Показатели | Показатели |
| Команда       | Страна  | Начало работы | Завершение работы | М          | В          | Н          | П          | МЗ         | МП         | РМ         | % побед    |
| ------------- | ------- | ------------- | ----------------- | ---------- | ---------- | ---------- | ---------- | ---------- | ---------- | ---------- | ---------- |
| Реал Сосьедад | Испания | 1 июля 2013   | 3 ноября 2014     | 68         | 26         | 18         | 24         | 96         | 90         | +6         | 038,24     |
| Нумансия      | Испания | 12 июня 2015  | 30 июня 2018      | 138        | 46         | 50         | 42         | 163        | 158        | +5         | 033,33     |
| Осасуна       | Испания | 1 июля 2018   | 26 мая 2024       | 257        | 104        | 63         | 90         | 316        | 320        | −4         | 040,47     |
| Мальорка      | Испания | 1 июля 2024   |                   | 40         | 13         | 9          | 18         | 35         | 53         | −18        | 032,50     |
| Итого         | Итого   | Итого         | Итого             | 504        | 190        | 140        | 174        | 610        | 621        | −11        | 037,70     |